# Happy, happy
Happy, happy: en bok om skilsmässa är en bok från 2011, skriven av Maria Sveland och Katarina Wennstam. Den utgavs på  Bokförlaget Atlas. Det är en antologi där Maria-Pia Boëthius, Pernilla Glaser, Mari Jungstedt, Åsa Larsson, Mian Lodalen, Gudrun Schyman, Mia Skäringer och Helena von Zweigbergk medverkar.